# Parafia Odkupiciela Świata we Wrocławiu
Parafia Odkupiciela Świata we Wrocławiu – parafia rzymskokatolicka znajdująca się w dekanacie Wrocław północ I (Osobowice) archidiecezji wrocławskiej. Obsługiwana przez księży diecezjalnych. Erygowana w 1995. Mieści się przy ulicy Macedońskiej. Jej proboszczem od 2023 jest ks. Krzysztof Odzimek.

## Zasięg parafii
Parafia obejmuje ulice: Bałtycka, Broniewskiego, Ćwiczebna (nry: 1, 7, 9), Ligocka, Macedońska, Młynarska, Na Polance, Obornicka, Parnickiego, Piesza, Wołowska, Zaułek Rogoziński, Żmigrodzka (nry parz. 22-54).